# Тил (планина)
Планината Тил (на английски: Thiel Mountains) е планина, част от Трансантарктическите планини, разположена между планините Хорлик на запад и Пенсакола на изток. Простира се от север на юг на протежение от 72 km. Състои се от няколко отделни и несвързани помежду си масиви и хълмове. Максималната ѝ височина от 2810 m (85°05′ ю. ш. 91°00′ з. д. / 85.083333° ю. ш. 91° з. д.) се намира в масива Форд.
Планината е открита от американската антарктическа експедиция през 1958 – 59, след което е детайлно картирана на базата на направените през 1960 – 61 и 1961 – 62 г. аерофотоснимки. През 1961 г. е наименувана от Американския консултативен комитет по антарктическите названия в чест на загиналия през 1961 г. американски геолог Едуард Тил (1928 – 1961), изследвал геологията ѝ.